# Tystnaden i bruset
Tystnaden i bruset (The Knife of Never Letting Go) är en roman från 2008 av Patrick Ness. Tystnaden i bruset, som är första delen i Kaostrilogin, är en sci-fiction ungdomsroman. Den har vunnit The Guardian Children's Fictions Prize och The Booktrust Teenage Prize.
Romanen handlar om pojken Todd som bor i en stad där det endast bor män, och alla hör varandras tankar.
Uppföljaren Cirkeln och pilen kom ut 2011.